# Erysimum kykkoticum
Erysimum kykkoticum — вид квіткових рослин родини капустяних. Це ендемік середземноморського острова Кіпр. Він перебуває в долині річки Ксерос у західній частині гірського масиву Троодос. Його природні місця проживання — чагарникова рослинність середземноморського типу та скелясті ділянки. Йому загрожує втрата середовища проживання.
Це дерев'яниста багаторічна рослина, що росте в тріщинах вивержених порід або іноді на вертикальних берегах покинутих лісових доріжок, зазвичай звернених на схід або північ, на висоті 350–470 метрів. Він зустрічається в асоціації з калабрійською сосною (Pinus brutia), золотим дубом (Quercus alnifolia) та іншими чагарниками в місцях існування, що характеризуються крутими схилами та вертикальними скелями.
Цей вид є еволюційно давнім представником роду Erysimum, найбільш близьким до групи Erysimum cheiri. Це велика рослина, яку можна сплутати з деякими видами Euphorbia або Matthiola, які також ростуть на скелях. Однак, у порівнянні з ним, його листки відносно великі та чітко мають форму ложки.